# Холуашвили, Георгий Шалвович
Георгий (Гиорги) Шалвович Холуашвили (родился 30 декабря 1991 года) — российский регбист, фланкёр.

## Биография
Образование — Тбилисский Университет по специальности бизнес администрирование.
Второе образование — Учитель физической культуры в соответствии с ФГОС.
С 2006 по 2009 год выступал за регбийный клуб «Фили».
С 2009 по 2011 год выступал за регбийный клуб «Академия Тбилиси».
С 2011 по 2013 год выступал за регбийный клуб «Локомотив Тбилиси».
С 2013 по 2018 год выступал за регбийный клуб «Буревестник».
С 2018 по 2020 год выступал за регбийный клуб «Красный Яр».
В 2020 году перешёл в казанскую «Стрелу».

## Достижения
- Бронзовый призёр Чемпионата Грузии по регби-15 в 2013 году
- Серебряный призёр Чемпионата России по регби-15 в 2018 и 2019 году